# Não-metal

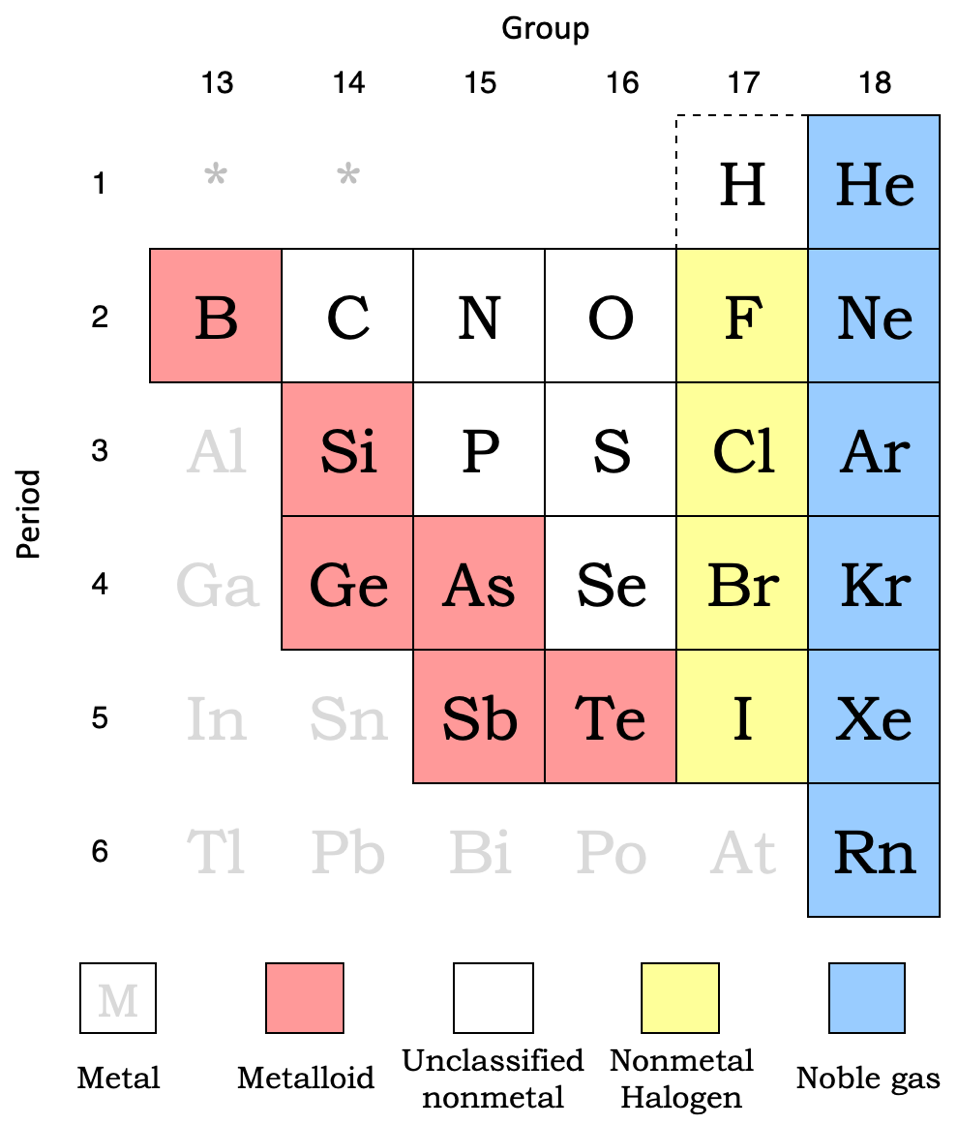
Os não-metais na tabela periódica

Em química, o grupo dos não-metais (ou ametais) corresponde a uma das três categorias de elementos químicos (as outras duas são os metais e os metaloides). Por ser uma designação obsoleta, os metaloides hoje são classificados como ametais ou metais, segundo a classificação pelas propriedades de ionização e de ligação química. Estas propriedades derivam do facto dos não-metais serem altamente eletronegativos, isto é, de ganharem elétrons de valência de outros átomos mais facilmente do que libertam os seus.
Os não metais são, por ordem de número atómico:
- Hidrogênio (H)[nota 2]
- Carbono (C)
- Azoto ou Nitrogênio (N)
- Oxigênio (O)
- Flúor (F)
- Fósforo (P)
- Enxofre (S)
- Cloro (Cl)
- Selênio (Se)
- Bromo (Br)
- Iodo (I)

Esses ametais citados abaixo pertenciam ao grupo semimetal, porém, com a queda do uso desse termo, passaram a ser classificados como ametais:
- Boro (B)
- Silício (Si)
- Arsênio (As)
- Telúrio (Te)
- Astato (At)

A maior parte dos não-metais encontra-se na parte superior direita da tabela periódica. A exceção é o hidrogénio, que é em geral colocado na extremidade superior esquerda com os metais alcalinos, mas se comporta como um não-metal na maior parte das circunstâncias. Ao contrário dos metais, que são condutores de eletricidade, um não-metal pode ser um isolador ou um semicondutor. Os ametais podem formar ligações iónicas com os metais ao ganharem electrões, ou ligações covalentes com outros não-metais. Os óxidos dos não-metais são ácidos. Em comparação com os metais, os ametais são maus condutores de eletricidade e calor.
Só existem sete não-metais conhecidos , o que contrasta com mais de 80 metais, mas são os não-metais que constituem a maior parte da Terra, em especial das suas camadas exteriores. Os organismos vivos são compostos quase exclusivamente por não-metais. Muitos não-metais, como hidrogénio, azoto, oxigénio, flúor, cloro, bromo e iodo formam moléculas diatómicas. A maior parte dos restantes formam compostos poliatómicos.